# La montaña rusa (álbum de Dani Martín)
La Montaña Rusa es el tercer álbum de estudio en solitario del cantante y compositor Dani Martín, el nombre fue anunciado el 24 de mayo de 2016 en el programa de televisión El hormiguero, donde además interpretó en vivo "Las Ganas", el primer sencillo oficial del álbum, también se adelantó el material que sería lanzado en el pasado mes de septiembre de 2016.

## Lista de canciones
| La montaña rusa |                            |                                          |          |  |
| N.º             | Título                     | Escritor(es)                             | Duración |  |
| 1.              | «Las ganas»                | Dani Martín, Paco Salazar e Iñaki García | 3:36     |  |
| 2.              | «Los charcos»              | Dani Martín, Paco Salazar e Iñaki García | 4:23     |  |
| 3.              | «París»                    | Dani Martín                              | 4:04     |  |
| 4.              | «Paloma»                   | Dani Martín                              | 3:08     |  |
| 5.              | «Dibujas»                  | Dani Martín e Iñaki García               | 4:13     |  |
| 6.              | «Nada más que tú»          | Dani Martín                              | 4:27     |  |
| 7.              | «Que se mueran de envidia» | Dani Martín                              | 4:13     |  |
| 8.              | «Romperás»                 | Dani Martín                              | 3:29     |  |
| 9.              | «Guerra de pasos»          | Dani Martín                              | 4:22     |  |
| 10.             | «Pelear»                   | Dani Martín                              | 3:52     |  |
| 11.             | «Ahora»                    | Dani Martín                              | 4:47     |  |
| 12.             | «Madrid, Madrid, Madrid»   | Leiva                                    | 3:52     |  |

- Datos: Q25414798